# Сафоновский историко-краеведческий музей
Сафоновский историко-краеведческий музей — музей, расположенный в Сафоново Смоленской области.

## Описание
Первая экспозиция была открыта в 1984 году в здании Дворца культуры угольщиков и просуществовала один год. Музей был открыт 9 мая 1990 года.
В музее шесть экспозиционных залов: «Русский быт», «Великая Отечественная война», «Наши знаменитые земляки», «История города», «Наши знаменитые земляки», Выставочный.